# 東京 (小惑星)
東京（とうきょうまたはトキオ、498 Tokio）とは、小惑星帯にある大きな小惑星である。
日本で初めて検出された小惑星のひとつ。1900年に平山信が東京で観測したが、軌道確定には至らなかった。その後、1902年に軌道を確定して発見者となったオーギュスト・シャルロワから命名の権利が平山に譲られた。日本に由来する命名がなされた最初の小惑星である。

## 発見と命名
1900年3月6日と3月9日、東京の麻布台にあった東京天文台（現在の国立天文台）で、平山信がブラッシャー天体写真儀を用いて天体写真を撮影した。この2つの写真からは小惑星候補が3つ検出され、うち2つ（本天体と (727) ニッポニア）が未知のものであった。本天体は日本で初めて検出された小惑星のひとつであるが、2点のみの観測で軌道を確定できなかったため、平山は「小惑星の発見者」とはなっていない。
その後、1902年12月2日にニース天文台のオーギュスト・シャルロワによって3点目の観測が行われて軌道が確定し、シャルロワが発見者となった。命名の権利は平山に譲られ、平山は発見場所にちなんで Tokio と名づけた。
2012年、東京天文台が麻布に所在していた時代（東京天文台は1924年に三鷹に移転した）の写真乾板が再発見され、ここに平山が本天体を検出した写真乾板も含まれていた。それまで、当時の資料は関東大震災や1945年の東京天文台の火災によって失われたと考えられていた。
なお、日本人が発見者としてクレジットされる最初の（小惑星番号が最も若い）小惑星は、1927年に及川奥郎が発見した (1088) 三鷹である。
東京に由来する命名が行われた小惑星としては、他に (9782) 江戸がある。

## 観測
2004年2月18日に西日本で観測された掩蔽により、東京のサイズはおよそ 85 km × 60 km であることが分かった。